# Lititz
Lititz je město v Lancaster County v Pensylvánie v USA, 10 km severně od okresního města Lancaster.

## Historie
Lititz založili v roce 1756 příslušníci Moravské církve, které vyslal do Pensylvánie hrabě Zinzendorf z Ochranova v Sasku. Nová obec byla pojmenována podle hradu Litice v obci Litice nad Orlicí, v jehož panství byla obec Kunvald, kde byla roku 1457 založena Jednota bratrská. Na tradici českých bratrů navázali bratři moravští – z řad pobělohorských exulantů. Celé jedno století, až do poloviny 19. století, mohli v Lititz vlastnit domy pouze členové kongregace, ostatní si je mohli pouze pronajímat. Tento systém byl zrušen v roce 1855, 5 let před vypuknutím občanské války.
V průběhu Americké války za nezávislost byl Brothers' house (Bratrský dům) z roku 1759 používán jako nemocnice. Vojáci, kteří zde zemřeli, byli na přilehlém hřbitově také pohřbeni. V Lititz je též nejstarší internátní dívčí škola v USA. Škola se jmenuje Linden Hall School a byla založena Moravany v roce 1746, deset let před tím, než byly sloučeny okolní obce do jednoho města pojmenovaného Lititz.
Přísahu věrnosti nově vytvořené vládě Spojených států složilo v roce 1778 jen dvaadvacet členů kongregace.

## Současnost
V současnosti je město Lititz známé nejdéle pořádanými oslavami Dne nezávislosti v USA, které se zde staly tradicí a jsou zde konány nepřetržitě od roku 1813.
Rok 2006 se již od prvního dne stal rokem oslav 250. výročí založení a pojmenování města. V průběhu těchto oslav byla 11. června 2006 podepsána partnerská smlouva a navázány partnerské vztahy s městysem Kunvald.

## Muzea a památná místa
- Moravská historická čtvrť (Lititz Moravian Historic District) byla v roce 1986 zapsána do amerického registru chráněných památek[2]
- Candy Americana Museum - Americké muzeum cukrovinek, je umístěno v čokoládovně Wilbur Chocolate Company
- Hrob Generála Johna A. Suttera
- Heritage Map Museum
- Johannes Mueller House
- Kready's Country Store Museum
- Sturgis Pretzel House - Muzeum a pekárna preclíků, nejstarší v USA.

## Osobnosti
Moravský bratr David Tannenberg, významný varhanář 2. poloviny 18. století, se do Lititz přestěhoval v roce 1765 z Nazaretu. Pro zdejší moravský kostel navrhl zprvu věž a později, v roce 1787, vyrobil pro kostel varhany.

## Partnerské město
- Kunvald, Česko (2006)

## Galerie

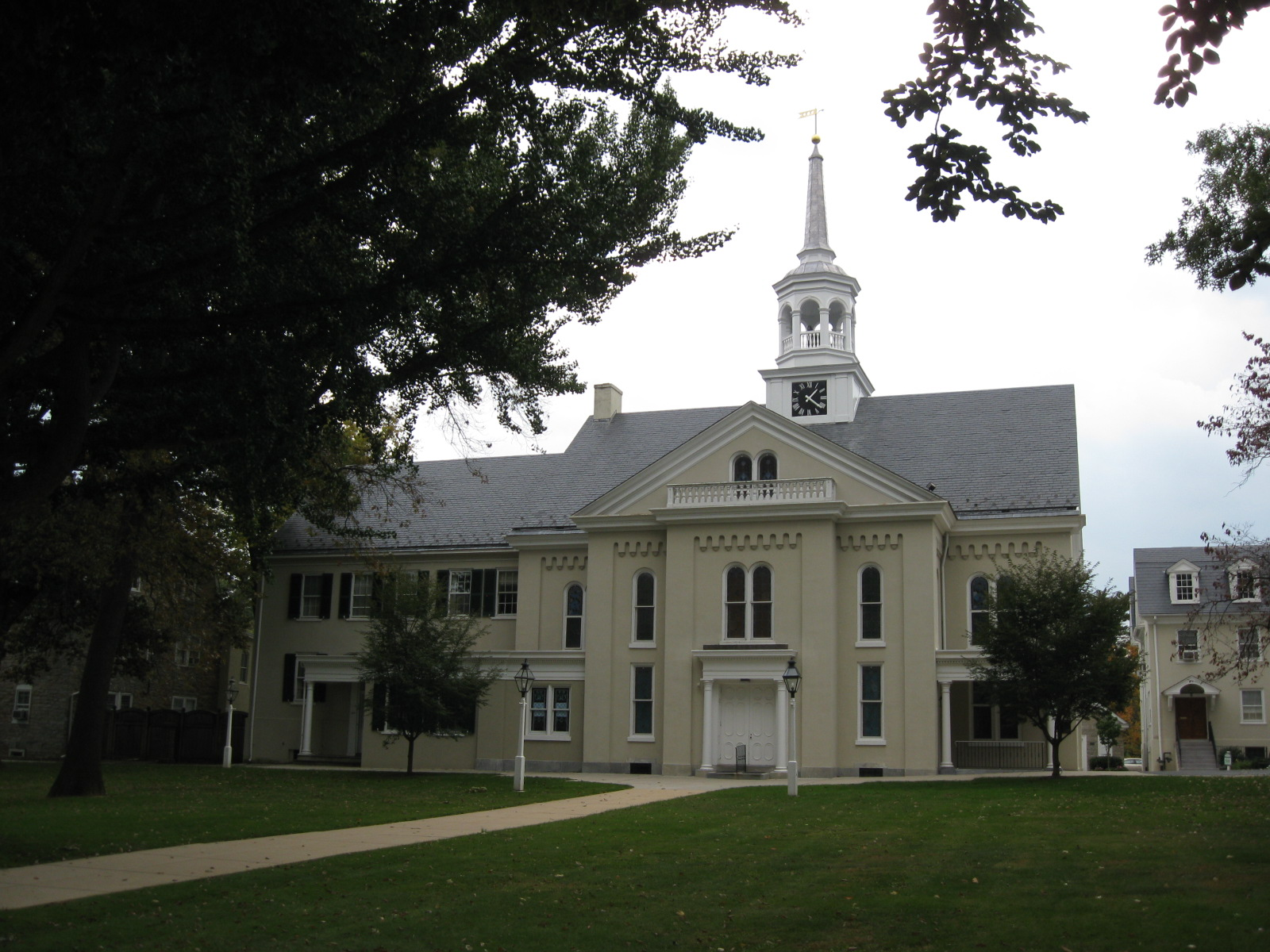
Moravský kostel (2009)
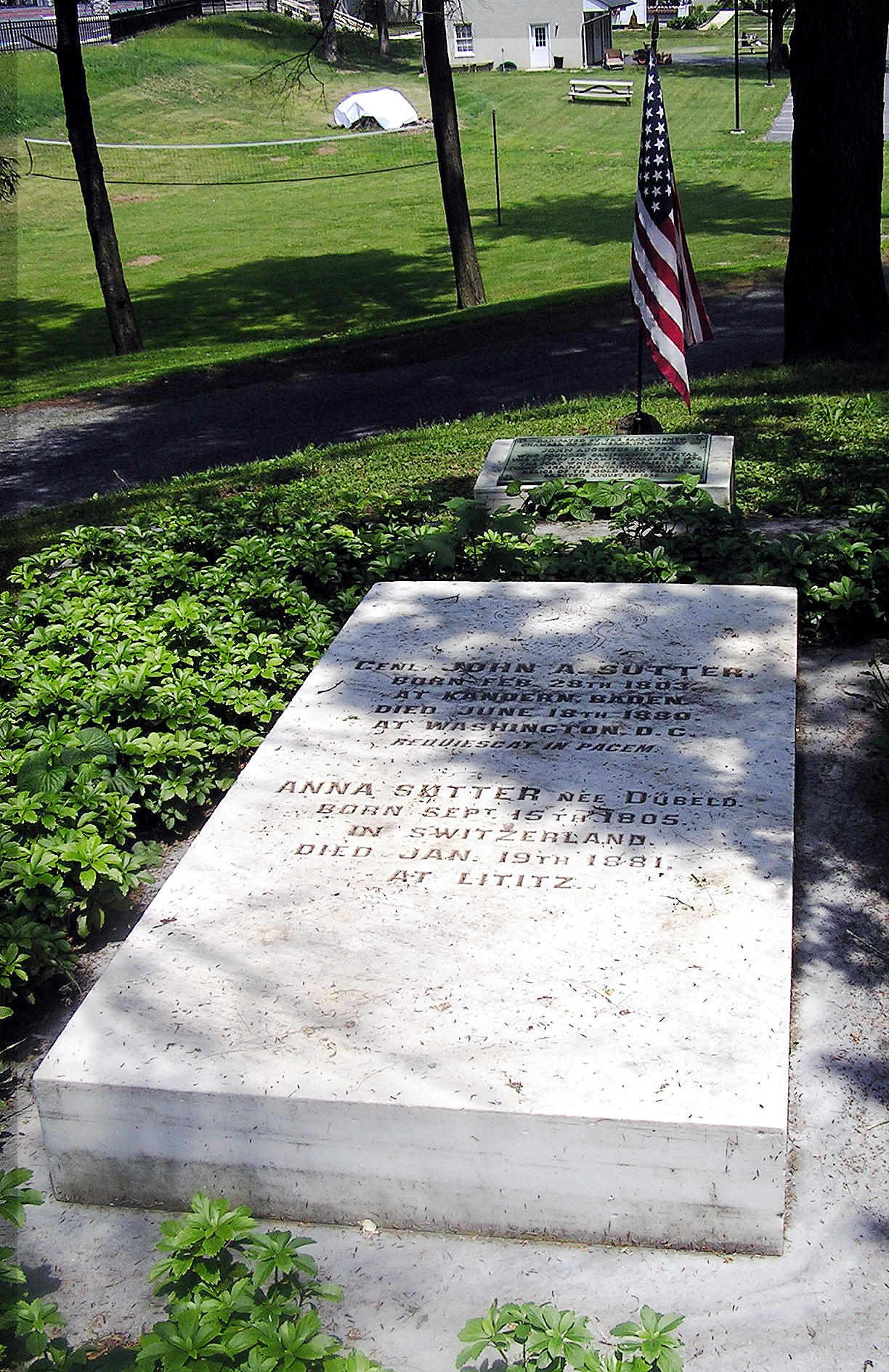
Hrob Generála Suttera v Lititz - Moravian cemetry
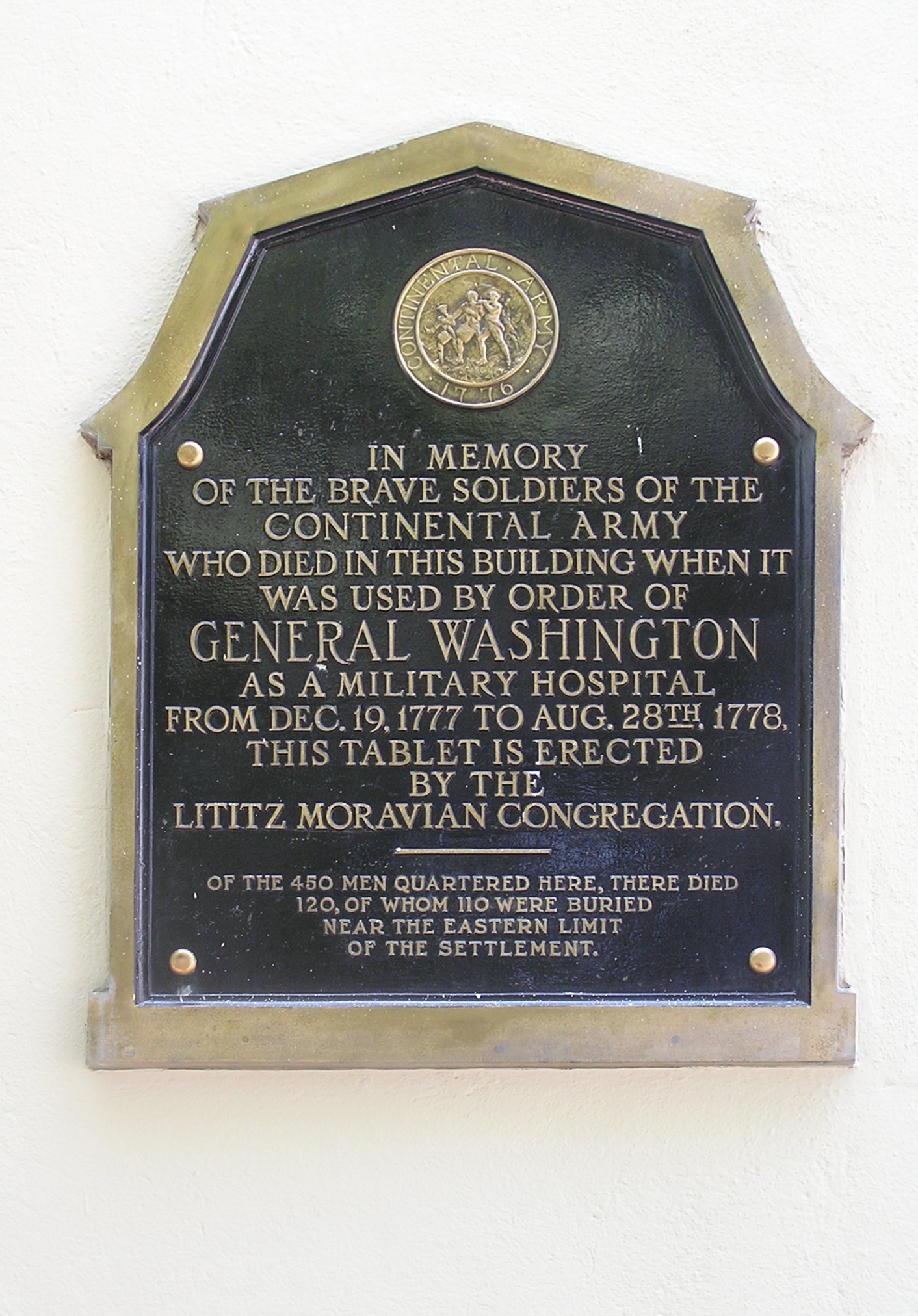
Military Hospital Lititz - pamětní deska
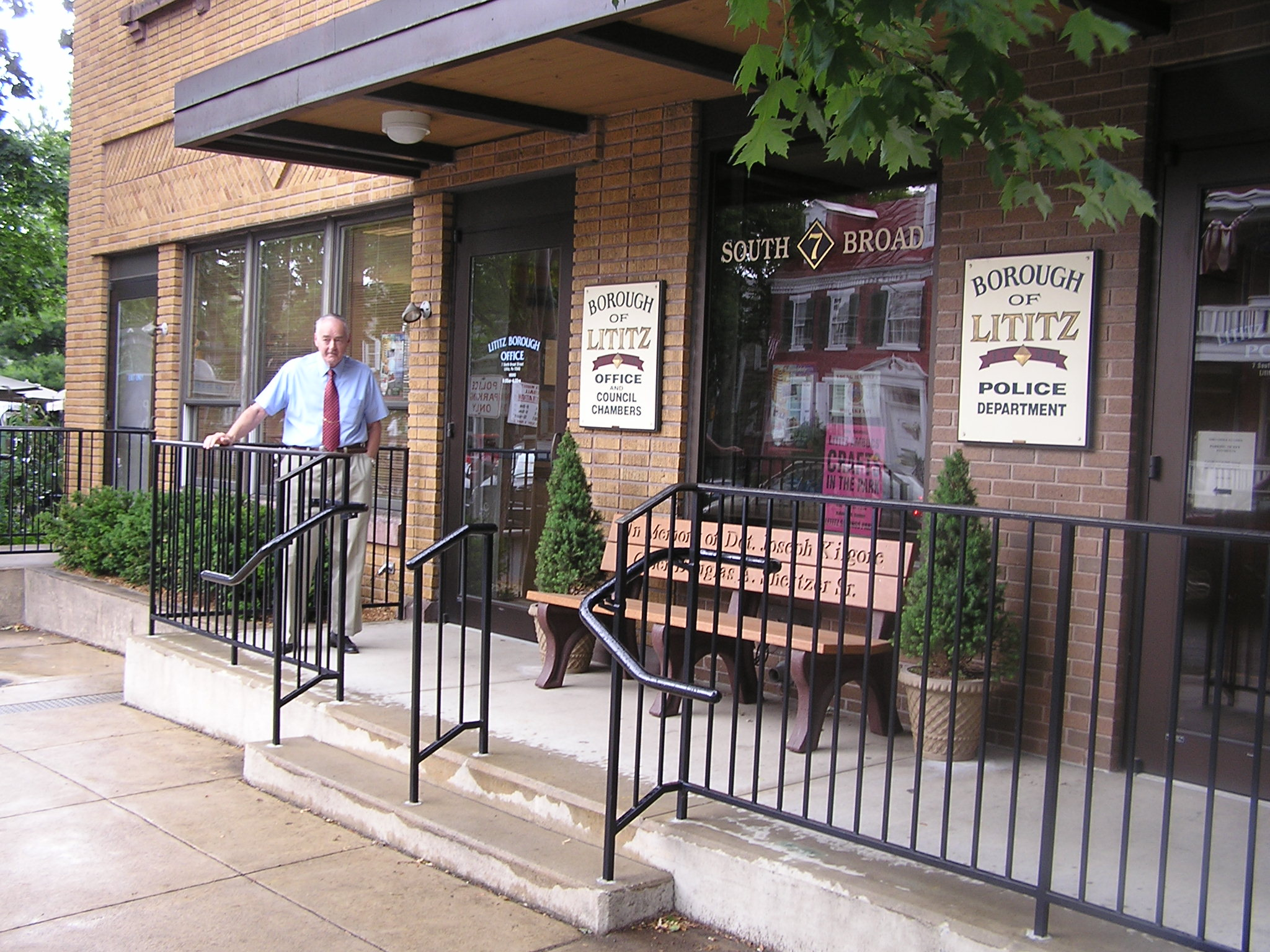
Bývalý starosta města Lititz, Russell L. Pettyjohn
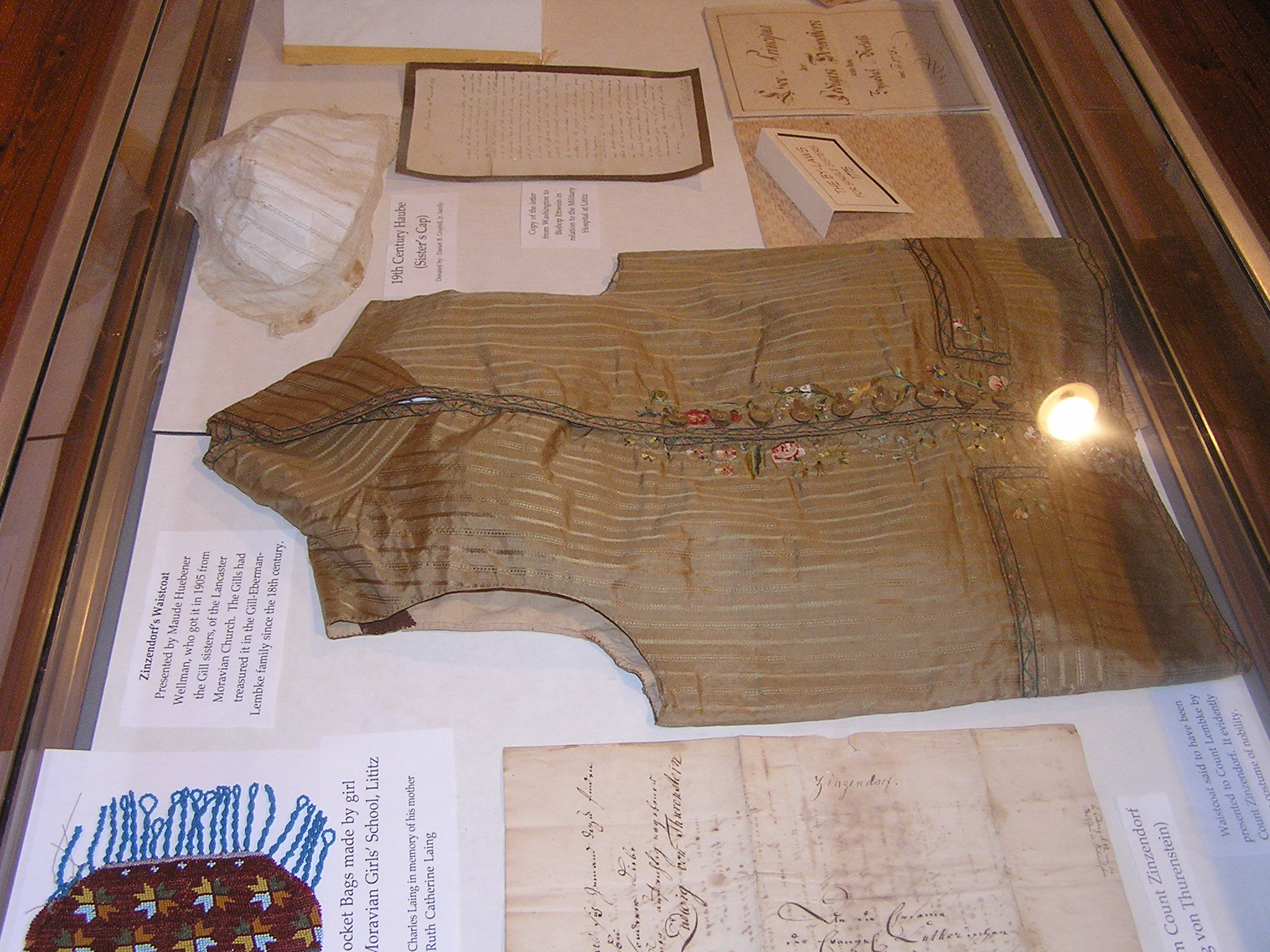
Zinzerdorfova vesta v Lititz Moravian Archive and Museum